# إيديبوسات
قبيلة عربية يرجع نسبها إلى بني ساعدة من الخزرج من الأنصار وهذه القبيلة موجودة في عدة دول من أهمها موريتانيا مهد القبيلة حيث توجد الغالبية العظمى بالإضافة إلى دول مثل المغرب الجزائر ومالي وليبيا ومصر والسودان وتركيا والمملكة العربية السعودية واليمن.

## اسم القبيلة
تعرف هذه القبيلة باللهجة العامية الحسانية (الدارجة لدى عرب غرب وجنوب الصحراء الكبري) باسم (إِدَوبسات)وهي كلمة بربرية مركبة من جزئين (إد)التي تعني أبناء أو آل و(بسات)الذي هو تحريف اللقب الذي عرف به الجد الجامع للقبيلة أحمد أبي الصاد الذي عرف بـ(أحمد بسات)،والنسبة إليها بالدارجة (بُسَاتي) وهو ابن ألف بن أنس بن أجْبَ، بن نوشق، وقيل ( أوشق ) بن شئثة بن عامر بن كنت بن هنض بن بوهم بن صعصعة من ذرية أبي صعصعة الأنصاري واسم أبي صعصعة : عمرو بن زيد بن عوف بن مبذول بن عمرو بن غنم بن مازن بن النجار الأنصاري
في حين تصح النسبة العربية البُصاديين واحدهم بوصادي وهم آل بوصاد وقد وجدت هذه النسبة في بعض النصوص القديمة.

## البطون
تتفرع هذه القبيلة إلى بطنين كبيرين يتفرع من كل منهما أفخاذ عدة وهذان الفخذان هما:
- الطالب مالك
- أعمر الكبير

وهما ابني كنتة بن سيدي عبد الله (هنض) بن موهم بن أحمد بسات الجد الجامع للقبيلة.
فمن أولاد الطالب مالك خمسة أفخاذ هم :
- إدغموهم
- إدغميام
- إدغملمس
- أهل آبة
- أهل أحمد ناية
- أهل الطالب مصطف

ولكل من هذه الأفخاذ عشائر وخوامس يتفرع إليها.
ومن أولاد أعمر الكبير ثلاثة رجال تفرع منهم سبعة أفخاذ هم :
- أولاد إبراهيم
- أولاد أعج
- أولاد مُسَّ
- أهل محم
- أولاد بوياحم: وينقسمون إلي البطون التالية :

ــ أهل صالح : ويقطنون في مقاطعة كيفة المركزية وضواحيها ــ أهل فال سيدي: ويقطنون في بلدية الراضي ــ القظذف: ويقطنون في مقاطعة بومديد، ــ والمجموعات التي تقطن المليحس، وغليك القظف : وهم الذين بطلق عليهم الاسم الجامع للبطون السابقة الذكر { أولاد بوياحم }،
- أهل خيار

ولكل من هذه الأفخاذ عشائر وخوامس يتفرع إليهاأيضا.

## مناطق السكن (موريتانيا)
تنتشر هذه القبيلة على جميع التراب الموريتاني تقريبا وبخاصة أقاليم القبلة وأفلَّة والحوضين. ومن أسماء تجمعاتها:
- الـريان
- أفام الخذيرات
- بومديد
- الودي
- تكانت
- كيفة
- أغورط
- النزاهة
- دار السلام
- بودراعة
- ازمية
- أدويرارة
- أخويويرة
- لوسيخية
- آرشان
- سانقو
- أم لمحار
- تامشكط
- المليحس
- آكوينيت
- العيون
- ألاق
- الغايرة
- كندرة
- أبير ألبن
- أنصفني
- بيرالبركة
- اغليق القظف
- لغش
- ميلس
- لخشب